# Arrondissement de Gand (Escaut)
Pour les articles homonymes, voir Arrondissement de Gand.
L'arrondissement de Gand est une ancienne subdivision administrative française du département de l'Escaut créée le 17 février 1800 dans le cadre de la nouvelle organisation administrative mise en place par Napoléon Ier en Belgique. Il sera ensuite découpé en 1803 pour créer l'arrondissement d'Eeklo et supprimé le 11 avril 1814, après la chute de l'Empire.

## Composition
Il comprenait les cantons de Kruishoutem, Deinze, Evergem, Gand (quatre cantons), Lochristi, Nazareth, Nevele, Oosterzele, Waarschoot et Zomergem. Il cessa d'exister en tant qu'arrondissement français à la chute de l'empire, le 11 avril 1814.